# Соловей Георгій Тимофійович
Георгій Тимофійович Солове́й (нар. 3 лютого 1897, Баловне — пом. 19 серпня 1978, Одеса) — український радянський вчений в галузі генетики і селекції винограду; доктор біологічних наук з 1962 року, професор з 1968 року.

## Біографія
Народився 3 лютого 1897 року в селі Баловному Херсонського повіту Херсонської губернії Російської імперії (тепер Миколаївський район, Миколаївська область, Україна). Закінчив Херсонський сільськогосподарський інститут. Працював на науковій і педагогічній роботі. З 1949 року — науковий співробітник, завідувач відділом імунітету і селекції Всесоюзної науково-дослідницької противофілоксерної станції в Одесі. Помер в Одесі 19 серпня 1978 року.

## Наукова діяльність
Займався виведенням імунних і стійких до філоксери сортів винограду. Автор понад 10 наукових робіт, зокрема:
- «О методах преодоления доминирования дикой формы при межвидовых скрещиваниях винограда». — Доповідь /ВАСГНІЛ, 1959, випуск 9;
- «О взаимовлиянии подвоя и привоя вегетативных гибридов винограда» (у співавторстві). — «Садоводство, виноградарство и виноделие Молдавии», 1960, № 8;
- «Генетика иммунитета винограда». — В книзі: «Тезисы докладов IV Всесоюзного совещания по иммунитету сельскохозяйственных растений. Виноград и плодовые культуры». Кишинів, 1965;
- «Отдаленная межвидовая гибридизация винограда». — «Садоводство, виноградарство и виноделие Молдавии», 1970, № 9.